# Commission de la construction du Québec
 (août 2023).
L'article doit être relu — et modifié si nécessaire — par des contributeurs indépendants pour apporter un regard critique aux contributions effectuées en violation des conditions d'utilisation de Wikipédia, tant sur la forme (notamment concernant le style encyclopédique, la proportionnalité) que sur le fond (la neutralité de point de vue, la qualité et l'indépendance des sources).
 (août 2023).
Pour les articles homonymes, voir CCQ.
La Commission de la construction du Québec (CCQ) veille à l'application de la Loi sur les relations de travail, la formation professionnelle et la gestion de la main-d'œuvre dans l'industrie de la construction (Loi R-20), des règlements qui en découlent et des conventions collectives en vigueur dans le secteur de la construction au Québec.
Au service des travailleurs et des employeurs de la construction, la CCQ est responsable de l’administration de plusieurs programmes qui leur sont destinés. Visant la conformité dans l’industrie, elle s'assure du respect des règles sur les chantiers de construction au Québec.

## Description
Créée en 1987 par le gouvernement du Québec, la CCQ est responsable de l'application de la Loi sur les relations de travail, la formation professionnelle et la gestion de la main-d'œuvre dans l'industrie de la construction (Loi R-20), qui encadre cette industrie. Son financement provient principalement d'un prélèvement sur la masse salariale effectué auprès de la main-d'œuvre et des employeurs de l'industrie de la construction.
La CCQ est un organisme qui, par sa raison d'être, offre de nombreux services aux clientèles qu'elle dessert, notamment en matière d'avantages sociaux, de retraite et d’assurance, de formation professionnelle et de gestion de la main-d'œuvre. Elle est aussi responsable de l'application des conventions collectives de l'industrie de la construction.
L'industrie de la construction est un secteur d'activité important au Québec qui génère des dizaines de milliards de dollars d'investissement chaque année. Des centaines de milliers de personnes et d'entreprises y exercent leurs activités et sont constamment appelées à se déplacer sur tout le territoire de la province.

### Mission
La CCQ est l’organisme qui veille à l'application de la Loi sur les relations de travail, la formation professionnelle et la gestion de la main-d'œuvre dans l'industrie de la construction (Loi R-20), des règlements qui en découlent et des conventions collectives en vigueur dans le secteur de la construction au Québec.
La mission de la CCQ à deux volets distincts qui reflète l’évolution du cadre législatif québécois relativement à l’industrie de la construction.
En tant qu’organisme au service des travailleurs et des employeurs de l’industrie de la construction et responsable de l’administration de programmes qui leur sont destinés, la CCQ doit :
- administrer les régimes d’avantages sociaux négociés dans le cadre des conventions collectives sectorielles et assurer leur développement;
- administrer les fonds qui lui sont confiés de façon à favoriser la pérennité des programmes qu’ils soutiennent;
- satisfaire les besoins de main-d’œuvre et maintenir ses compétences à un niveau élevé;
- offrir un service de référence de main-d’œuvre.

En tant qu’organisme visant la conformité de l’industrie de la construction, la CCQ doit :
- assurer le respect des conventions collectives sectorielles des travailleurs de l’industrie de la construction assujettie à la Loi R-20 et à sa réglementation;
- lutter contre le travail non déclaré, en vue de favoriser une concurrence loyale entre les entrepreneurs de l’industrie;
- collaborer aux efforts de prévention et de lutte contre la corruption et à l’application des lois fiscales dans l’industrie de la construction.

### Certificat de compétence
L'industrie de la construction au Québec s'est donnée des critères d'embauche de la main-d'œuvre auxquels les entreprises de construction doivent se conformer. Le principe fondamental demeure la compétence acquise par la formation et/ou l'expérience de travail.
Pour travailler dans l'industrie de la construction assujettie à la Loi sur les relations du travail, la formation professionnelle et la gestion de la main-d'œuvre dans l'industrie de la construction (Loi R-20), la personne doit donc détenir un certificat de compétence. Il en existe trois catégories :
1. Le certificat de compétence compagnon, pour une personne ayant démontré ses qualifications dans l’un ou l’autre des métiers de la construction;
2. Le certificat de compétence apprenti, pour une personne en mode d’apprentissage pour un métier donné (selon le métier, le certificat exige d’avoir complété de une à cinq périodes de 2 000 heures chacune);
3. Le certificat de compétence occupation, pour une personne exerçant une activité sur les chantiers de construction à titre de manœuvre ou de manœuvre spécialisé.

### Gestion de la main-d'oeuvre
La CCQ a pour mandat d’assurer l’équilibre entre les besoins de main-d’œuvre et la disponibilité de travailleurs qualifiés. La gestion de la main-d’œuvre par la CCQ s'effectue notamment à partir de bassins de main-d'œuvre qui contiennent les détenteurs de certificats de compétence des métiers et occupations de l'industrie. Elle permet d'assurer une main-d'œuvre en quantité suffisante et sur demande, et de recommander des travailleurs aux employeurs qui en font de la demande. Elle se traduit également par la vérification et l'application de la réglementation relative à l'embauche et la mobilité de la main-d'œuvre, à la prise d'ententes interprovinciales et de modalités visant à favoriser la mobilité de la main-d'œuvre hors Québec, de même qu'à la mise en place des dispositifs visant à s'assurer de la compétence de la main-d'œuvre.

### Programmes d'avantages sociaux de l'industrie de la construction
La CCQ administre les régimes complémentaires d’avantages sociaux, qui se démarquent par leur diversité et leur variété en regard des besoins de la clientèle. En plus de recevoir des chèques de vacances deux fois par année, la main-d’œuvre profite de régimes de retraite et d’assurance privée entièrement financés par les employeurs et les personnes exerçant une occupation ou un métier. Les personnes couvertes par ces régimes maintiennent leurs protections même si elles changent d’employeur ou de région de travail.

#### Congés
Deux fois par année, la CCQ transmet aux travailleurs les indemnités de congé à la fin du mois de juin pour les montants crédités entre juillet et décembre de l’année précédente, et à la fin de novembre pour les montants crédités de janvier à juin de la même année.
C’est l’employeur qui verse mensuellement à la CCQ les indemnités pour les jours fériés chômés et les congés annuels obligatoires prévus aux conventions collectives. Ces montants représentent 13 % du salaire gagné par les travailleurs durant chaque semaine de travail : 
- 6 % en congés annuels;
- 5,5 % en jours fériés chômés;
- 1,5 % en congés de maladie[6].

#### Les vacances de la construction
Devenues officielles en 1970 par un décret gouvernemental, les vacances de la construction seront inscrites à l'intérieur des conditions de travail qu'employeurs et travailleurs ont convenu. C'est à l'été 1971 qu’elles prennent effet pour la première fois au Québec.
Durant cette période estivale, on estime qu'environ le quart de la main-d'œuvre active du Québec prend aussi ses vacances. Ainsi, pendant plus de 35 ans, les deux dernières semaines complètes (dimanche à samedi) de juillet marquaient les vacances de la construction. La tradition a légèrement été modifiée depuis 2008.

### Veiller sur la conformité de l'industrie de la construction: les pouvoirs de la CCQ
En tant qu’organisme visant la conformité, la CCQ agit dans le but premier de favoriser l’adoption de comportements adéquats par les employeurs et les travailleurs de l’industrie, et ce, de façon durable. Afin qu'elle puisse assurer une concurrence loyale et favoriser un climat de travail sain sur les chantiers, la Loi sur les relations de travail, la formation professionnelle et la gestion de la main-d'œuvre dans l'industrie de la construction (Loi R-20) lui confère plusieurs pouvoirs  qu’elle exerce au quotidien.
La CCQ peut notamment suspendre des travaux sur un chantier de construction et réclamer des sommes dues en les établissant au moyen d'une expertise basée sur l'étendue des travaux ou par tout autre moyen ou preuve.
Depuis 1987, les poursuites pénales sont intentées par le Directeur des poursuites criminelles et pénales, et les amendes sont versées au Fonds consolidé du revenu du Québec.

## Historique
Sous sa forme actuelle, la CCQ a été créée en 1987. Son origine remonte cependant à 1934. En effet, pendant plus de 30 ans (1934-1968), les parties patronale et syndicale de l'industrie de la construction se servaient essentiellement de la Loi sur les décrets de conventions collectives pour faire reconnaître leur entente. Ainsi, ce sont des comités paritaires, les ancêtres de la CCQ, qui, sur une base régionale, administraient alors le Décret de la construction.
En 1968, le gouvernement du Québec adopte une loi spécifique à l'industrie de la construction : la Loi sur les relations du travail, la formation professionnelle et la gestion de la main-d’œuvre dans l’industrie de la construction (Loi R-20), qui prévoit la création d'un organisme d'application provincial. De 1971 à 1975, cet organisme est la Commission de l'industrie de la construction à laquelle succédera, de 1975 à 1986, l'Office de la construction du Québec et, à partir de 1987, la Commission de la construction du Québec.
Diane Lemieux est la PDG de 2011 à 2023.

## Statistiques
L’industrie de la construction contribue de façon importante à l’économie du Québec. En 2022, la construction au Québec représente :
- près de 83 G$ d'investissement ;
- 6,6 % du PIB de la province ;
- 1 emploi sur 15 à l’échelle de la province.

Les activités assujetties à la Loi R-20 représentent environ 60 % de toutes les activités de construction.

### Principaux indicateurs de l'industrie de la construction[10]
|                                                     | 2022    |
| --------------------------------------------------- | ------- |
| Nombre de travailleurs                              | 197 925 |
| Nombre d'heures travaillées                         | 210,2 M |
| Moyenne annuelle des heures travaillées par salarié | 1 062   |
| Masse salariale                                     | 9,5 G$  |
| Nombre d'employeurs                                 | 27 219  |